# Indomptable (Schiff, 1791)
Die Indomptable war ein 80-Kanonen-Linienschiff (Zweidecker) 1. Ranges der Tonnant-Klasse der französischen Marine, das von 1791 bis 1805 in Dienst stand.

## Geschichte

### Bau
Das am 19. September 1787 bestellte Schiff wurde im September 1788 im Marinearsenal von Brest auf Kiel gelegt. Der Stapellauf erfolgte am 20. Dezember 1790 und die Indienststellung im Februar 1791.

### Einsatzgeschichte
Das Schiff nahm an der Seeschlacht am 13. Prairial und der Schlacht von Trafalgar teil. Das Schiff lief zwei Tage später in einem Sturm in der Nacht vom 23. auf den 24. Oktober 1805 vor Rota auf Grund. Der Untergang forderte mehr als 1000 Todesopfer. Darunter waren etwa 500 Schiffbrüchige der Bucentaure. Nur ungefähr 180 Seeleute überlebten.